# 立智理威
立智理威（りつちりい、1254年 - 1310年）は、モンゴル帝国に仕えたタングート人の一人。

## 概要
立智理威は「チンギス・カンの親衛千人隊長」として著名なチャガンの「従孫」で、ナヤンの乱鎮圧などに活躍したイレグ・サカルの弟にあたる。
立智理威は長ずると皇太子チンキムに仕えてビチクチとなり、文書行政を掌った。1270年代には南宋領の平定が進み、1281年（至元18年）に兵乱によって打撃を受けた四川地方の撫民を行うため、立智理威は嘉定府路ダルガチに任じられた。雲南で数十万と称する盗賊が成都を目指した時には、立智理威は自ら朝廷に馳せ参じた。大臣は立智理威の訴えを疑ったが、クビライは雲南は自ら征服した地であって、疎かにはできないと述べて立智理威の訴えを認めたという。
その後、立智理威は刑部尚書に移り、讒言によって陥れられた劉献を時の権力者サンガに逆らって助けた。この一件によって江東道宣慰使に移され、1296年（元貞2年）には四川行省参知政事となって再び四川地方に赴任した。1299年（大徳3年）には湖南宣慰使として湖広行省に赴き、1303年（大徳7年）には四川行省参知政事、1304年（大徳8年）には四川行省左丞となった。
1306年（大徳10年）に入朝した際にはオルジェイトゥ・カアンより白金対衣を賜り、資徳大夫・湖広行省左丞とされた。1310年（至大3年）、立智理威は在職中に病で亡くなった。享年57。買訥と韓嘉訥という息子がおり、孫のダルマ（達理麻）は内府宰相となった。

## タングート部チャガン家
- 曲也怯律
  - 阿波古
    - 亦力撒合（イレグ・サカル）
    - 立智理威
      - 買訥（マイヌ）
        - 達理麻（ダルマ）

      - 韓嘉訥

  - 察罕（チャガン）
    - 木花里（ムカリ）
    - 布兀剌
      - 塔出（タチュ）
        - 宰牙
        - 必宰牙